# Erfahrungswissen
Erfahrungswissen ist Wissen, das durch handelnd-erlebende Erfahrung (englisch learning-by-doing) plus gewonnener Erkenntnis entsteht. Erfahrungswissen bezieht sich auf erlebte Tatsachen und Sachverhalte und setzt das Wissen darum in einen Erkenntniszusammenhang. Es gründet in sinnlicher Wahrnehmung, beschränkt sich aber nie darauf, sondern zieht „Folgerungen“, „schließt“ auf logische Urteile, „führt zurück“ auf Ursachen oder „interpretiert“.

## Merkmale von Erfahrung
- Erfahrung hängt mit dem Besitz gebietspezifischen Wissens zusammen.
- Erfahrung hängt vor allem mit Wissen zusammen, das durch episodische, selbst erlebte Ereignisse entsteht und das von den Individuen aufgrund dieser Erlebensprozesse konstruiert wird.
- Erfahrung entsteht in episodischen Erlebnissen nur dann, wenn diese vom Individuum subjektiv als (selbst-)relevant und selbstbezogen eingeschätzt werden.
- Erfahrung kann dann gefördert werden, wenn ermöglicht wird, Episoden zu erleben, und wenn die individuelle Relevanz des Lerngegenstands vermittelt wird, was durch das Bereitstellen komplexer Lernumgebungen geschehen kann.

## Voraussetzungen
Erfahrungswissen entsteht im Prozess der Ausführung derjenigen Tätigkeiten, für deren erfolgreiche Bewältigung es benötigt wird. Dabei ist eine ausreichende Dauer der Tätigkeitsausführung erforderlich. Hilfreich ist eine Begleitung durch bereits erfahrene Personen, wobei nicht Erfahrung „in der Sache“, sondern Erfahrung im Lernen lernen wesentlich ist (Mentor). Praktika sind eine typische Gelegenheit für Erfahrungslernen, vor allem wenn die dort gestellten Anforderungen und Lernmöglichkeiten den für die künftige Tätigkeit geforderten Lerninhalten möglichst entsprechen. Dies entspricht der Forderung nach praxisnaher Ausbildung.
Erfahrungslernen geschieht aber auch ganz spontan, also unabhängig von einer Notwendigkeit. Das Gelernte steht dann für künftige, heute noch nicht bestehende oder gar unbekannte Anforderungen bereit.
Allerdings reicht es im heutigen schnellen technischen und organisatorischen Wandel nicht mehr, allein darauf vertrauen, dass Erfahrungswissen im Selbstlauf erworben und angepasst wird. Es genügt auch nicht mehr, Lerngelegenheiten zu schaffen, in denen das in gegenwärtigen und künftigen Funktionsfeldern benötigte Erfahrungswissen systematisch vermittelt und erworben wird (beispielsweise in Simulationsanlagen und in Lernstationen innerhalb realer Dienstleistungsprozesse).
Erforderlich ist „Lernen lernen“, selbstverantwortliches kooperatives Lernen.
Erfahrungswissen entsteht mit dem Tätigkeitsalter (lebenslanges Lernen). Da das Tätigkeitsalter mit dem Lebensalter im Zusammenhang steht, verfügen ältere Mitarbeiter zumeist in größerem Maße über Erfahrungswissen als jüngere. Unternehmen, die gezielt ältere und jüngere Mitarbeiter beschäftigen, haben einen klaren Wettbewerbsvorteil.
Erfahrung als Grundlage von Handlungskompetenz meint:
- professionelles Handeln;
- besonders wissende und erfolgreiche Personen (Expertenstatus);
- Förderung von Handlungskompetenz durch gezielten Nutzung beruflicher Erfahrung.

## Erfahrungswissen als Komponente der Handlungskompetenz
Erfahrungswissen ist eine Form des Handlungswissens (know-how). Bei dieser Form des Wissens sind das explizite Wissen (verbalisierbares Wissen) und das implizite Wissen (nicht verbalisierbares Wissen) so organisiert und strukturiert, dass die Erreichung von Tätigkeits- oder Arbeitszielen weitgehend optimiert wird. Das Erfahrungswissen besteht nicht nur aus explizitem praktischem Wissen, sondern auch aus explizitem theoretischem Wissen (Prozesswissen, Maßnahmenwissen…) und das schließt das implizite Wissen über Wirkungszusammenhänge mit ein. Das Erfahrungswissen bezieht sich sowohl auf Sachverhalte als auch auf Vorgehensweisen. Erfahrungswissen ist von grundlegender Bedeutung für die Handlungsfähigkeit. Handlungsfähigkeit, Handlungsbereitschaft, Persönlichkeitseigenschaften und Verantwortlichkeit sind die Einheiten der Handlungskompetenz. Erfahrungswissen besteht größtenteils aus implizitem Wissen, das nicht ausreichend verbalisierbar und in aller Regel unmittelbar handlungsgebunden ist.

## Das Erfahrungskonzept
Wird „Wissen“ als Erfahrungswissen verstanden, so bedeutet es die Haltung eines Menschen in einem bestimmten Themen- oder Aufgabenbereich. Diese ist nicht immer und nie vollständig sichtbar, sondern zeigt nur in der Begegnung mit bestimmten Fragen oder Problemen einige ihrer Qualitäten. Ausgeprägtes Erfahrungswissen ist von Offenheit und Sensibilität geprägt und ist daran erkennbar, dass die Person mit diesem Bereich vertraut ist, dass sie oder er sich darin geschickt und effizient bewegt und für auftretende Probleme angemessene Lösungen findet. Als Haltung ist Erfahrungswissen immer an einen bestimmten Menschen gebunden und macht ihn zu dem, was er ist.
Entsprechend einem Verständnis von Wissen als Erfahrungswissen erfolgt jede Problemlösung, Erkenntnis oder Urteilsfindung, sei es im Themen- und Aufgabenbereich der Wissenschaft, bestimmter organisatorischer oder handwerklicher Tätigkeiten oder sonst im Alltag, sei es eher kognitiver oder eher körperlicher Art (Fertigkeiten).
Die Entwicklung des Wissens erfolgt durch aufmerksame Beobachtung und engagierte (d. h. neben intellektueller auch emotionale und sensorische) Begegnung mit vielfältigen Problemsituationen. Dafür sind Freude und Faszination am/durch das Thema beinahe unumgänglich, Angst und anderer Stress machen es unmöglich. Entscheidend ist, dass die Beobachtungen zu Erkenntnissen geformt und wiederauffindbar gespeichert werden. Wichtig dürfte auch die Einstellung sein, „nicht zu schummeln“, Widersprüche nicht zu verstecken und „es sich nicht einfacher zu machen, als es ist“. Erfahrene Menschen können anderen bei der Ausbildung von Erfahrungswissen helfen, indem sie ein Beispiel geben und mitmachen lassen, indem sie die Aufmerksamkeit der Lernenden auf bestimmte Dinge lenken und indem sie den Lernenden gezielte Aufgaben stellen. Erfahrungswissen entwickelt man nicht „von außen“, sondern nur, indem man sich in ein Themengebiet „hineinbegibt“. Vertrauen (sich und anderen gegenüber)
ist zentral.
Ausgeprägtes Erfahrungswissen befähigt dazu, im entsprechenden Gebiet rasch, sicher und umsichtig zu handeln und sein Tun den spezifischen Gegebenheiten sensibel anzupassen (richtiges Handeln, angemessene Problemlösung). Es ermöglicht „Umweltverantwortlichkeit“ im vollen Sinn des Wortes. Dazu gehört, dass Menschen mit ausgeprägtem Erfahrungswissen in so genannten „komplexen“ Situationen eine einfache Ordnung „sehen“ können (was damit zusammenhängt, dass sie Teilphänomene vor ihrer Stellung im Rahmen der Gesamtsituation her beschreiben und einschätzen). Dadurch können sie sowohl kontextorientiert handeln als auch allgemeine Gesetzmäßigkeiten erkennen (Induktion). Erfahrungswissen kann hingegen nicht vollständig angegeben werden. Es zeigt sich nur in konkreten Situationen, und diese Äußerungen verweisen nicht auf etwas, das als „Bestand“ gespeichert wäre, das anzugeben, aufzuschreiben oder fertig weiterzugeben wäre. Wissende haben zu ihrem Wissen keine Distanz, sie verfügen zwar über die Gewissheit, mit einer bestimmten Thematik vertraut zu sein, und können über ihr Vorgehen reflektieren, sie können sich jedoch mit ihren Problemlösungen oder Antworten selbst immer wieder überraschen.
Erfahrungswissen umfasst nicht nur quantitative Aspekte („viel Übung“), sondern auch qualitative. Erfahrung wird als die episodische Kenntnis über den Umgang mit Wissen, also darüber, wie, wann und in welcher Situation welches Wissen am erfolgversprechendsten zur Anwendung kommt, definiert. Erwerb von Handlungskompetenz bedeutet damit nicht mehr nur bloßes Hinzufügen von Wissen oder bloßes Ansammeln von Berufspraxis, sondern ein ständiges situationsabhängiges Integrieren von „erfahrenen“ erlebten Wissensstrukturen.